# 신세계백화점 센텀시티
신세계백화점 센텀시티는 대한민국에 있는 세계 최대 규모의 백화점으로, 주식회사 신세계가 운영하고 있다. 주소는 부산광역시 해운대구 센텀남대로 35이다.
도심속의 휴양지를 표방하여 쇼핑시설 외에도 찜질방, 아이스링크, 영화관, 골프연습장, 푸드코트, 전망대, 쇼핑몰, 서점, 옥상 공원 등의 시설을 갖추고 있다.

## 개요
전 세계에서 제일 큰 백화점으로 기획된 신세계백화점 센텀시티점은 2009년 3월 3일에 개관하였으며, 6월 26일 기네스북에 '세계 최대의 백화점'으로 등재되었고 이 기록은 현재까지 지속되고 있다. 총 14층 규모로 건축되었으며, 일반적인 쇼핑시설 외에도 각종 레저시설들이 위치해 있다. 롯데백화점 센텀시티점과 연결되어 있다. 또한 신세계 백화점 고객중 제일 높은 매출을 올리는 고객이 센텀시티점을 이용하고 있으며, 이용액수는(1년 기준) 9.2억으로 조사되었다.
하지만 그 규모에 따라 전기소비도 많은 것으로 조사되어, 부산에서 제일 많은 전기를 소비하는 건물로 기록되기도 하였다. 그리고 센텀시티는 부산의 청담동이라고도 불리어서 많은 재력가들이 이곳에서 다양한 문화생활을 즐기고 쇼핑을 즐기고 있다.

2023년엔 유럽의 유력 쇼핑 일간지인 "룩샤틱"에서 선정한 세계 럭셔리 백화점 TOP30에 8위를 기록, 국내백화점으로는 유일하게 30위안에 랭크되었다.

## 갤러리

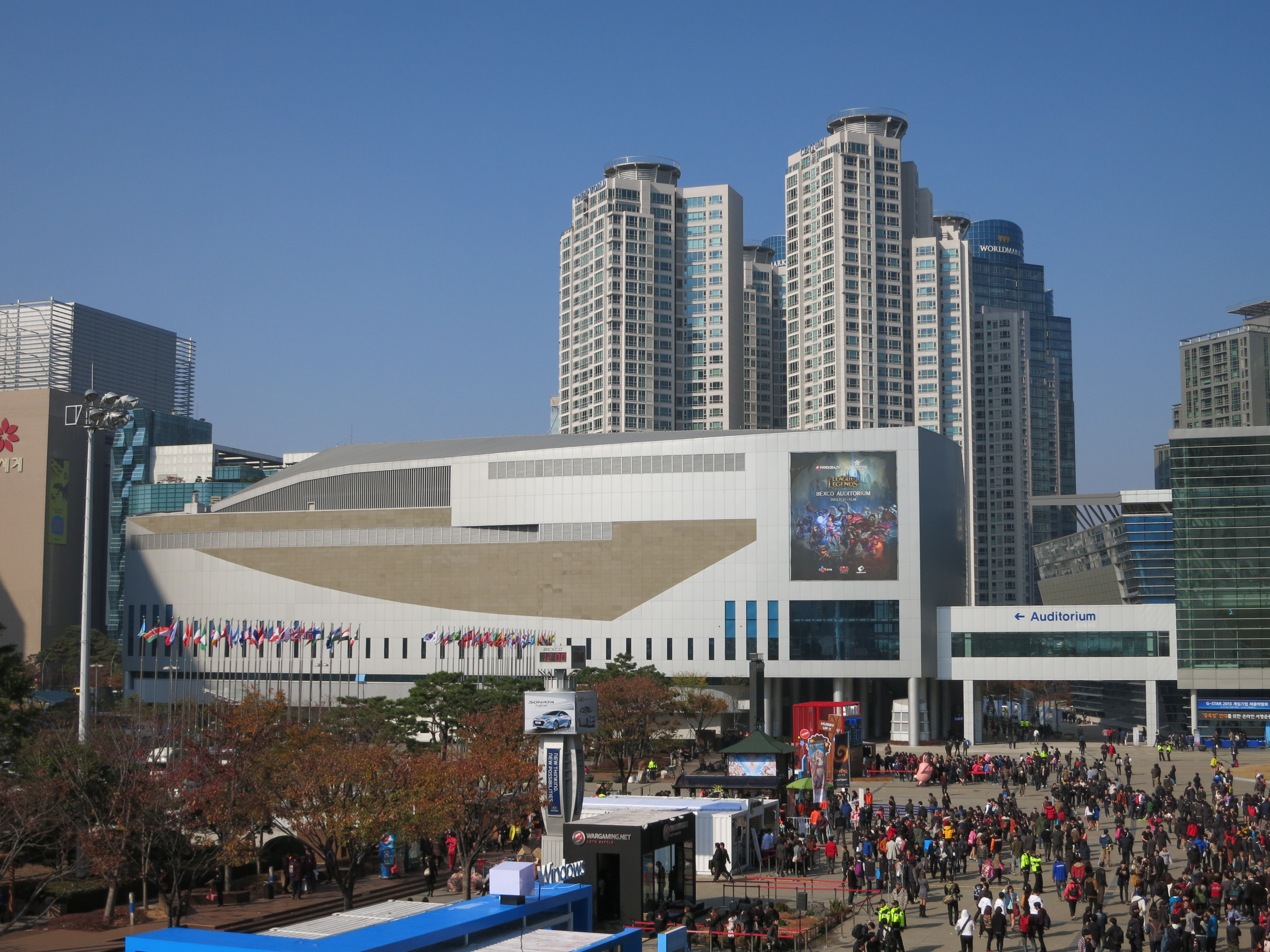
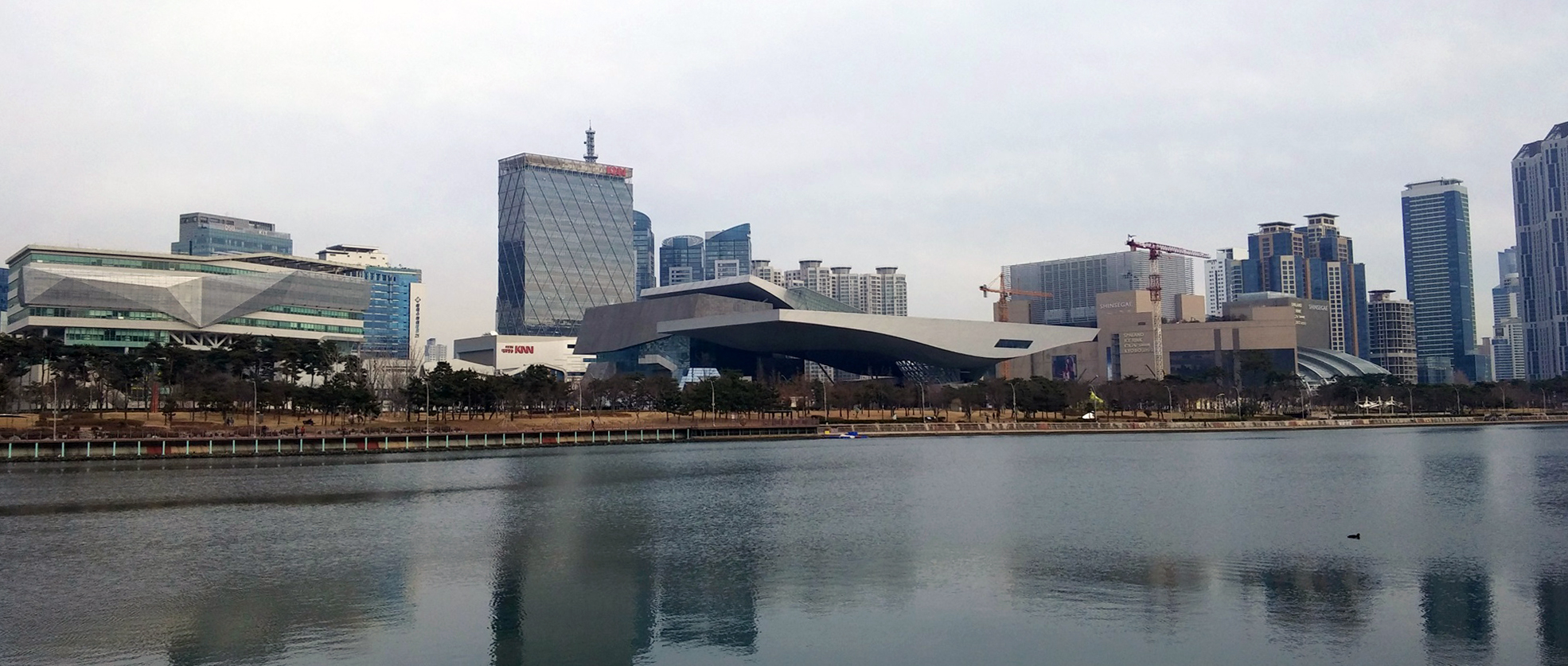
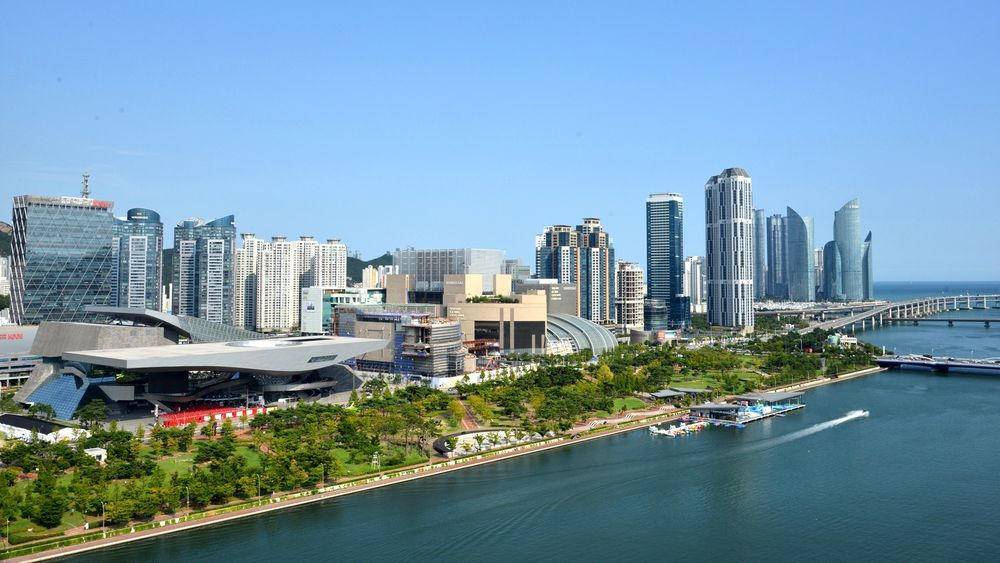

## 같이 보기
- 신세계백화점
- 센텀시티